# Temporada 1978-79 de los New York Knicks
La temporada 1978-79 fue la trigésimo tercera de los New York Knicks en la NBA. La temporada regular acabó con 31 victorias y 51 derrotas, ocupando el séptimo puesto de la conferencia, no logrando clasificarse para los playoffs.

## Elecciones en elDraft
| Ronda | Puesto | Jugador                | Posición  | Nacionalidad   | Universidad         |
| ----- | ------ | ---------------------- | --------- | -------------- | ------------------- |
| 1     | 4      | Micheal Ray Richardson | Base      | Estados Unidos | Montana             |
| 2     | 32     | John Rudd              | Alero     | Estados Unidos | McNeese State       |
| 2     | 34     | Greg Bunch             | Alero     | Estados Unidos | Cal State-Fullerton |
| 3     | 55     | Marc Iavaroni          | Ala-Pívot | Estados Unidos | Virginia            |

## Temporada regular
| División Central     | División Central | División Central | División Central | División Central | División Central | División Central | División Central | División Central |
| Equipo               | G                | P                | %                | PD               | Casa             | Fuera            | Div              |                  |
| -------------------- | ---------------- | ---------------- | ---------------- | ---------------- | ---------------- | ---------------- | ---------------- | ---------------- |
| y-Washington Bullets | 54               | 28               | .659             | –                | 31–10            | 23–18            | 11–5             |                  |
| x-Philadelphia 76ers | 47               | 35               | .573             | 7                | 31–10            | 16–25            | 9–7              |                  |
| x-New Jersey Nets    | 37               | 45               | .451             | 17               | 25–16            | 12–29            | 7–9              |                  |
| New York Knicks      | 31               | 51               | .378             | 23               | 23–18            | 8–33             | 7–9              |                  |
| Boston Celtics       | 29               | 53               | .354             | 25               | 21–20            | 8–33             | 6–10             |                  |

## Estadísticas
| Rk | Jugador                | Edad | P  | PT | MP   | TC   | TCI  | %TC  | TL  | TLI | %TL   | RO  | RD  | RT   | AS  | RB  | TAP | BP  | FP  | PTS  |
| -- | ---------------------- | ---- | -- | -- | ---- | ---- | ---- | ---- | --- | --- | ----- | --- | --- | ---- | --- | --- | --- | --- | --- | ---- |
| 1  | Bob McAdoo             | 27   | 40 |    | 39.9 | 10.7 | 19.8 | .541 | 5.5 | 8.4 | .651  | 2.4 | 7.1 | 9.5  | 3.2 | 1.6 | 1.2 | 3.8 | 3.4 | 26.9 |
| 2  | Marvin Webster         | 26   | 60 |    | 33.8 | 4.4  | 9.3  | .473 | 2.5 | 4.4 | .573  | 3.3 | 7.6 | 10.9 | 2.9 | 0.4 | 1.9 | 2.8 | 3.1 | 11.3 |
| 3  | Toby Knight            | 23   | 82 |    | 32.5 | 7.4  | 14.3 | .519 | 1.8 | 2.5 | .704  | 2.5 | 4.2 | 6.7  | 1.5 | 0.7 | 0.7 | 2.0 | 3.8 | 16.6 |
| 4  | Jim Cleamons           | 29   | 79 |    | 30.3 | 3.9  | 8.3  | .473 | 1.6 | 2.2 | .760  | 0.8 | 2.0 | 2.8  | 4.8 | 0.9 | 0.1 | 1.8 | 1.9 | 9.5  |
| 5  | Spencer Haywood        | 29   | 34 |    | 30.1 | 7.3  | 15.0 | .489 | 3.1 | 4.3 | .733  | 1.9 | 4.1 | 6.1  | 1.6 | 0.3 | 0.9 | 2.6 | 3.2 | 17.8 |
| 6  | Ray Williams           | 24   | 81 |    | 29.3 | 7.1  | 15.5 | .457 | 3.1 | 3.9 | .802  | 1.3 | 2.3 | 3.6  | 6.2 | 1.6 | 0.2 | 3.5 | 3.4 | 17.3 |
| 7  | Joe Meriweather        | 25   | 41 |    | 25.7 | 3.9  | 7.6  | .505 | 1.8 | 2.7 | .688  | 2.0 | 3.5 | 5.5  | 1.2 | 0.6 | 1.3 | 2.1 | 4.3 | 9.5  |
| 8  | Earl Monroe            | 34   | 64 |    | 21.8 | 5.1  | 10.9 | .471 | 2.0 | 2.4 | .838  | 0.4 | 0.8 | 1.2  | 3.0 | 0.8 | 0.1 | 1.5 | 1.9 | 12.3 |
| 9  | Glen Gondrezick        | 23   | 75 |    | 21.4 | 2.1  | 4.3  | .494 | 0.7 | 1.3 | .567  | 2.0 | 3.7 | 5.7  | 1.4 | 1.3 | 0.2 | 1.3 | 3.0 | 5.0  |
| 10 | Micheal Ray Richardson | 23   | 72 |    | 16.9 | 2.8  | 6.7  | .414 | 1.0 | 1.8 | .539  | 1.1 | 2.2 | 3.2  | 3.0 | 1.4 | 0.3 | 2.0 | 2.6 | 6.5  |
| 11 | Mike Glenn             | 23   | 75 |    | 15.6 | 3.5  | 6.5  | .541 | 0.8 | 0.8 | .905  | 0.4 | 0.7 | 1.1  | 1.8 | 0.5 | 0.1 | 0.9 | 1.5 | 7.8  |
| 12 | Tom Barker             | 23   | 22 |    | 15.0 | 2.0  | 4.6  | .431 | 0.6 | 0.9 | .700  | 1.4 | 2.4 | 3.8  | 0.4 | 0.3 | 0.3 | 0.9 | 2.0 | 4.6  |
| 13 | John Rudd              | 23   | 58 |    | 12.5 | 1.0  | 2.3  | .444 | 1.1 | 1.6 | .710  | 1.2 | 1.7 | 2.9  | 0.6 | 0.3 | 0.1 | 1.0 | 1.6 | 3.2  |
| 14 | Butch Beard            | 31   | 7  |    | 12.1 | 1.6  | 3.7  | .423 | 0.0 | 0.0 |       | 0.1 | 1.3 | 1.4  | 2.7 | 1.0 | 0.0 | 1.4 | 1.9 | 3.1  |
| 15 | Greg Bunch             | 22   | 12 |    | 8.1  | 0.8  | 2.2  | .346 | 0.8 | 1.0 | .833  | 0.8 | 0.7 | 1.4  | 0.3 | 0.3 | 0.3 | 0.4 | 0.8 | 2.3  |
| 16 | Ron Behagen            | 28   | 5  |    | 7.6  | 1.0  | 2.4  | .417 | 0.4 | 0.4 | 1.000 | 0.4 | 1.8 | 2.2  | 0.4 | 0.4 | 0.0 | 0.8 | 1.6 | 2.4  |